# Бертетруда
Бертетруда (умерла в 618 или 619) — королева франков как супруга Хлотаря II.

## Биография
Нет достоверной информации о происхождении Бертетруды, однако известно, что майордом Нейстрии был Эрхиноальд, двоюродный брат короля Дагоберта I по материнской линии; таким образом, Бертетруда является сестрой святого Герберги и, следовательно, дочерью Рихомера и святой Гертруды. Поскольку у Хлотаря было три жены (Хальдетруда, Бертетруда и Сихильда), точно неясно, которая из них была матерью его сыновей Дагоберта I и Хариберта II, поэтому неизвестно, была ли дочь Рихомера именно Бертетрудой. Также возможно, что Бертетруда была дочерью Вагона II.
Согласно «Хронике» Фредегара, Бертетруда искренне любила Хлотаря. Она описана как любимая народом королева. Она разоблачила бургундца Алетея, который планировал убить Хлотаря и жениться на Бертетруде.
Бертетруда умерла на 35-м году правления Хлотаря II, в 618 или 619 году.